# Albert Riesterer
Albert Wilhelm Riesterer (* 21. März 1898 in Grafenhausen; † 20. Februar 1996 in Überlingen) war ein deutscher römisch-katholischer Pfarrer und Heimatforscher. Er wurde 1941 im Konzentrationslager Dachau inhaftiert, arbeitete dort ab Oktober 1943 als Funktionshäftling und wurde einige Wochen vor der Befreiung des Konzentrationslagers Dachau im April 1945 entlassen.

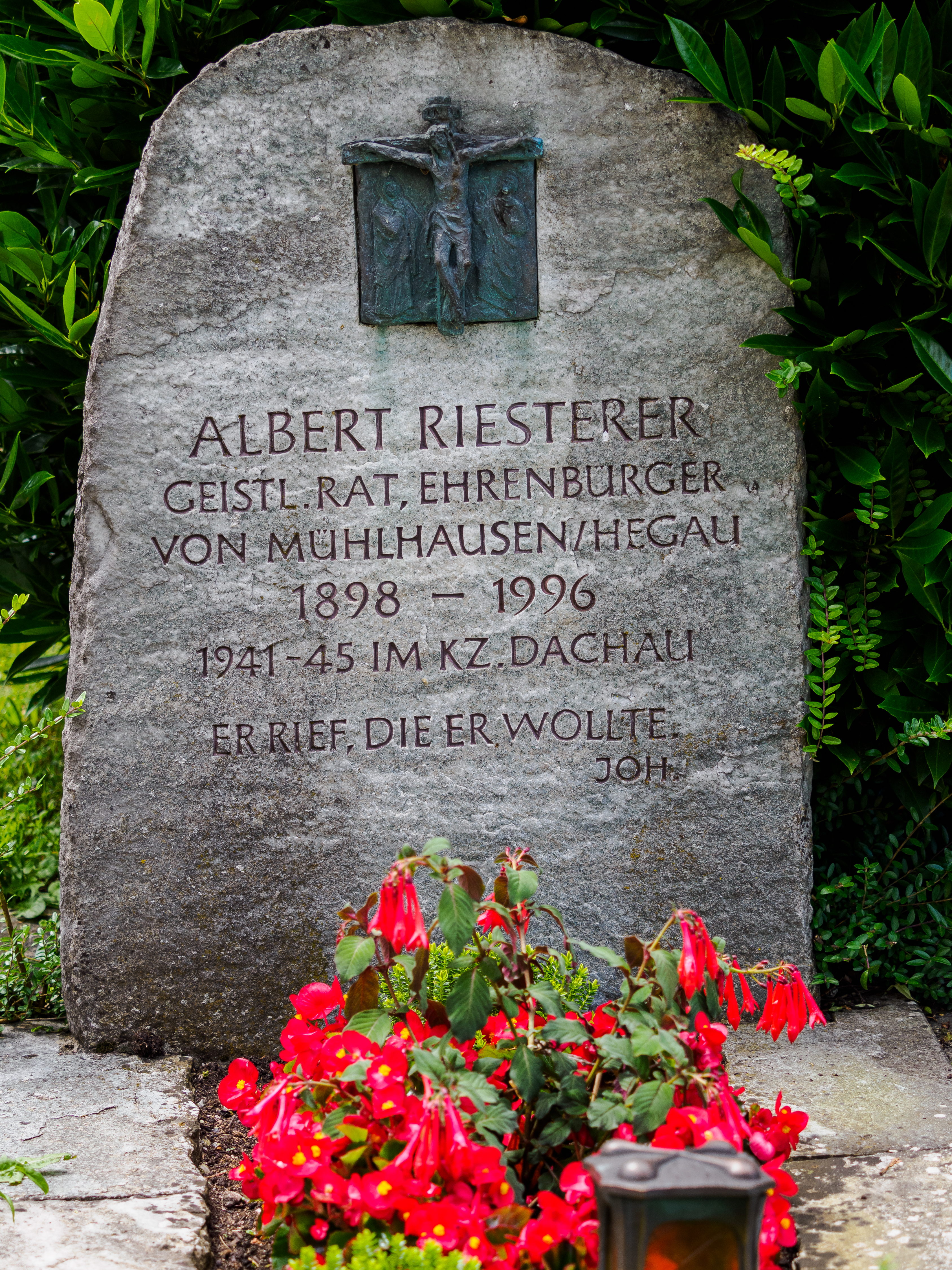
Grabmal des Pfarrers Albert Riesterer an der St. Nikolaus-Kirche in Dingelsdorf (Konstanz)

## Leben und Wirken
Albert Riesterer war von 1934 bis 1976 katholischer Pfarrer in Mühlhausen im Hegau und danach bis 1984 in Dingelsdorf am Bodensee. Wegen seiner Gegnerschaft zum Nationalsozialismus war er von 1941 bis 1945 als einer von 23 Geistlichen aus der Freiburger Erzdiözese im Konzentrationslager Dachau inhaftiert. Seine Biographen beschreiben ihn als „Volkspfarrer, Dachau-Priester, Hüter des Poppelegrabes., Heimatforscher, Freund der Jugend im Hegau und am See, Ehrenbürger von Mühlhausen-Ehingen“. Er war auch Autor und Geistlicher Rat in der Erzdiözese Freiburg. Er war zunächst Seelsorger für die heranwachsende Jugend und wurde infolgedessen oftmals von der Gestapo vorgeladen und bedrängt.

### Im Zweiten Weltkrieg
Am 1. Juli 1941 machte sich Riesterer auf den Weg zur Schenkenbergkapelle mit dem Marienheiligtum, um mit den Ministranten seiner Pfarrei Mühlhausen bei Engen dem Wallfahrtsgottesdienst am Fest Mariä Heimsuchung beizuwohnen. In Zelten sollte die Nacht verbracht werden. Da tauchte nachts um 10 Uhr unverhofft die vom Ortslehrer angestiftete Gestapo auf. Aus dem Zelt weg verschleppte sie im Auto den Pfarrer in das Polizeigefängnis nach Singen. Dort gab er zu Protokoll, die Glaubensbedrohung in der Schule zwinge ihn, auch weiterhin mit der Jugend in enger Fühlung zu bleiben.
Das Reichssicherheitshauptamt in Berlin begründete die Haft, „weil er die staatliche Jugenderziehung für eine Glaubensbedrohung hält und mit allen Mitteln und Kräften versucht, diese zu sabotieren“.
Nach einigen Wochen kam Riesterer in das Amtsgefängnis Konstanz. Am 2. Oktober 1941 setzte man ihn auf freien Fuß, wies ihn jedoch aus Baden und Hohenzollern aus. Auf der Staatspolizeileitstelle Stuttgart versprach man ihm bei einer Unterredung einen sofortigen guten Posten in der Jugendbetreuung, falls er sofort den Priesterrock ausziehen würde. Dies lehnte er als Zumutung ab.
Am 26. Oktober wurde er in Freudenstadt erneut in Schutzhaft genommen. Der kommissarische Bürgermeister von Mühlhausen, über die Anhänglichkeit der Gemeinde an ihren Pfarrer erbost, war eigens zu diesem Zweck nach Berlin gefahren.
Riesterer wurde am 14. November 1941 in den Pfarrerblock im KZ Dachau eingeliefert. Gesuche der Kirchenbehörde und seiner 74-jährigen Mutter um Freilassung blieben erfolglos. Seiner Mutter bedeutete die oberste Gestapo-Instanz:
„Ihr Sohn ist in seinen Predigten und in seinem sonstigen Verhalten in äußerst staatsabträglicher Weise in Erscheinung getreten. Im Interesse der Staatssicherheit wurde daher seine Festnahme erforderlich. Gerade in der gegenwärtigen Kriegszeit muß von allen deutschen Volksgenossen ein bedingungsloser Einsatz für den nationalsozialistischen Staat erwartet und alles unterlassen werden, was die innere Widerstandskraft unseres Volkes irgendwie schwächen könnte. Leider bietet das Verhalten Ihres Sohnes noch nicht die Gewähr dafür, daß er diesen selbstverständlichen Pflichten im Falle seiner Freilassung nachkommen wird.“
Riesterer war über die Vorgänge in Auschwitz genauestens unterrichtet. In seinen Erinnerungen schreibt er:

„Vom Judentötungslager Auschwitz, wo unser früherer Lagerführer und Mörder Hoffmann sich austobt, hat man bei uns schon viel erzählen gehört. Johann Wujek, mein polnischer Priesterkamerad, weiß endlich authentische Nachricht, denn gestern kamen polnische Priester aus Auschwitz als Zugänge. Das Essen ist besser als hier. Die Priester erzählen: Jeden Tag kommt ein Zug mit etwa 800 Juden, besonders aus Südfrankreich, in Auschwitz an. Es sind ganze Familien, Männer, Frauen und Kinder. Früher hat man sie in Auschwitz wenigstens registriert, jetzt kommen sie ohne Papiere. Am Bahnhof steigen die Unglücklichen aus, und ein von der SS gekaufter Jude läßt eine Musikkapelle spielen zur Begrüßung. Dann hält er eine Rede: er sei Jude, ‚es geht uns hier gut. Ihr habt Glück. Eure Sachen bindet zusammen und schreibt den Namen daran. Jetzt geht ins Bad und seid guten Mutes‘! Sie fahren auf einem Rollwägelchen in die Gaskammer, dort einige Minuten Aufenthalt, und die Toten fahren in die Verbrennungsöfen daneben.“

In Dachau absolvierte Riesterer eine einjährige Ausbildung im Projekt Biologisch-dynamische Landwirtschaft unter der Leitung von Fräulein Martha Künzel in der Pflanzenversuchsanstalt, dem euphemistisch so genannten Kräutergarten, des SS-Betriebs Deutsche Versuchsanstalt für Ernährung und Verpflegung. Nach Künzels Heirat und ihrem Weggang am 1. Oktober 1943 übernahm er die Leitungsfunktion. Am 9. April 1945, einem Montag, wurde er angesichts der vorrückenden Alliierten noch vor der Befreiung des Konzentrationslagers Dachau ohne weiteres Aufsehen aus dem Lager entlassen.

## Ehrungen

### Pfarrer-Albert-Riesterer-Preis
In der Gemeinde Mühlhausen-Ehingen ist es Tradition, dass der Gemeinderat in seiner 1. Sitzung nach der Sommerpause die Preisträger des „Pfarrer-Albert-Riesterer-Preises“ würdigt. Der Namensträger des Preises war ein Freund und Förderer der Jugend. Das Lebensmotto von Pfarrer Albert Riesterer, der während der NS-Diktatur mehrere Jahre im Konzentrationslager Dachau inhaftiert war, lautete: „In frohem Slalom durch’s Leben.“ Der Preis ist auch ein Aufruf an die jungen Menschen, sich für ein Leben in der Gemeinschaft zu engagieren.

### Albert-Riesterer-Straße
In Mühlhausen-Ehingen gibt es eine Albert-Riesterer-Straße, in Dingelsdorf (Ortsteil von Konstanz) einen Albert-Riesterer-Weg.

## Veröffentlichungen
- „Es ist der Herr“ – Gott ist die Liebe, in: Konrad Hofmann, Reinhold Schneider, Erik Wolf (Hrsg.): Sieger in Fesseln. Christuszeugnisse aus Lagern und Gefängnissen (Das christliche Deutschland 1933–1945, Gemeinschaftliche Reihe, Heft 1), Freiburg im Breisgau: Verlag Herder 1947, S. 18–25.
- Die stärkste Macht. [Roman], Donauwörth: Cassianeum 1950.
- Es wird ein großes Feuer brauchen. Erzählung aus dem Leben, Konstanz: Merk [1959].
- Auf der Waage Gottes. Bericht des Priesters Albert Riesterer über seine Erlebnisse in der Gefangenschaft 1941 bis 1945, in: Zeitschrift des Kirchengeschichtlichen Vereins für Geschichte, Kirchliche Kunst, Altertums- und Literaturkunde des Erzbistums Freiburg mit Berücksichtigung der angrenzenden Bistümer 90 (1970) S. 198–250 (Digitalisat).
- Dingelsdorf. Land und Leute, Stockach: Pestalozzi-Druck 1978, 3. Auflage 1988.
- Damals in Nazaret. Jesus-Geschichten für Kinder. Don-Bosco-Verlag, München 1989.